# پاپا وایگو
پاپا وایگو (انگلیسی: Papa Waigo؛ زادهٔ ۲۰ ژانویهٔ ۱۹۸۴) یک بازیکن فوتبال اهل سنگال است.
از باشگاه‌هایی که در آن بازی کرده‌است می‌توان به فیورنتینا، هلاس ورونا، لچه، الوحده امارات، چزنا، ساوت‌همپتون، جنوا، و باشگاه فوتبال الرائد عربستان سعودی اشاره کرد.
وی همچنین در تیم ملی فوتبال سنگال بازی کرده است.